# Ангел Станков (футболист)
 Тази статия е за футболиста.  За музиканта вижте Ангел Станков (музикант).  
Ангел Станков Йорданов (роден на 28 август 1953 г.), известен и с прякора Геле, е бивш български футболист, нападател, а впоследствие и треньор по футбол. Като футболист играе за Академик (София), Родопа (Смолян), Бдин (Видин), Левски (София) и Спартак (Варна). Има 10 мача с 1 гол за националния отбор на България.

## Биография
Играе в отбора на Левски (София) в периода 1977-1981 г. За отбора записва 82 шампионатни мача и 17 гола, 12 мача за националната купа и 6 гола, 41 международни срещи и 5 гола. Шампион и носител на купата на страната за 1979 г. Играл е още за Академик (София) и Бдин (Видин).
За „А“ националния отбор има 10 мача и 1 гол, а за младежкия национален отбор – 5 мача.
След края на спортната си кариера завършва НСА. Постъпва на работа в милицията и става взводен командир в 10-о РПУ на столичния кв. „Младост“.  Като треньор на български отбори е работил в Левски, Беласица (Петрич), ФК Кремиковци, Чавдар (Бяла Слатина), Родопа (Смолян), Левски (Елин Пелин). През пролетта на 1999 г. е старши треньор на Левски. За един полусезон постига с отбора 14 победи и един равен мач с Литекс, след който е освободен. Отборът не успява да спечели шампионската титла. Става шампион на Сирия и вицешампион на Азия.
От юли 2013 г. Станков е треньор на Академик (Свищов). От юли 2014 г. е новият треньор на Розова Долина (Казанлък).